# خایمه باترس
خایمه باترس (اسپانیایی: Jaime Batres‎; ۲۸ ژوئن ۱۹۶۴ – اوت ۲۰۱۹) بازیکن فوتبال اهل گواتمالا بود.
وی همچنین در تیم ملی فوتبال گواتمالا بازی کرده است.